# The Fall of a Rebel Angel
Albums de Enigma
The Platinum Collection
(2009)
Singles
1. Sadeness (Part II)
Sortie : 10 octobre 2016
2. Amen
Sortie : 18 novembre 2016

The Fall of a Rebel Angel est le huitième album studio du projet musical allemand Enigma, sorti le 11 novembre 2016. Il s'agit du premier album d'Enigma depuis huit ans (Seven Lives Many Faces).
La chanteuse franco-indonésienne Anggun contribue à interpréter trois titres de l'album, dont Sadeness (Part II), suite du tube Sadeness, issu du premier album d'Enigma, MCMXC a.D. et sorti fin 1990.
L'album permet brièvement à Enigma de faire un retour dans le top 10 des charts allemands, qu'il n'avait plus atteint depuis 2003 avec Voyageur, tandis qu'il atteint la première place du Dance/Electronic Albums aux États-Unis. En France, il s'est vendu à 1 300 exemplaires.

## Titres
| The Fall of a Rebel Angel – Standard Edition | The Fall of a Rebel Angel – Standard Edition | The Fall of a Rebel Angel – Standard Edition | The Fall of a Rebel Angel – Standard Edition | The Fall of a Rebel Angel – Standard Edition | The Fall of a Rebel Angel – Standard Edition | The Fall of a Rebel Angel – Standard Edition | The Fall of a Rebel Angel – Standard Edition | The Fall of a Rebel Angel – Standard Edition | The Fall of a Rebel Angel – Standard Edition |
| No                                           | Titre                                        | Durée                                        |                                              |                                              |                                              |                                              |                                              |                                              |                                              |
| -------------------------------------------- | -------------------------------------------- | -------------------------------------------- | -------------------------------------------- | -------------------------------------------- | -------------------------------------------- | -------------------------------------------- | -------------------------------------------- | -------------------------------------------- | -------------------------------------------- |
| 1.                                           | Circle Eight (featuring Nanuk)               | 2:19                                         |                                              |                                              |                                              |                                              |                                              |                                              |                                              |
| 2.                                           | The Omega Point                              | 5:39                                         |                                              |                                              |                                              |                                              |                                              |                                              |                                              |
| 3.                                           | Diving                                       | 2:52                                         |                                              |                                              |                                              |                                              |                                              |                                              |                                              |
| 4.                                           | The Die Is Cast (featuring Mark Josher)      | 4:16                                         |                                              |                                              |                                              |                                              |                                              |                                              |                                              |
| 5.                                           | Mother (featuring Anggun)                    | 3:38                                         |                                              |                                              |                                              |                                              |                                              |                                              |                                              |
| 6.                                           | Agnus Dei                                    | 3:57                                         |                                              |                                              |                                              |                                              |                                              |                                              |                                              |
| 7.                                           | Sadeness (Part II) (en) (featuring Anggun)   | 4:09                                         |                                              |                                              |                                              |                                              |                                              |                                              |                                              |
| 8.                                           | Lost in Nothingness                          | 3:20                                         |                                              |                                              |                                              |                                              |                                              |                                              |                                              |
| 9.                                           | Oxygen Red (featuring Anggun)                | 4:02                                         |                                              |                                              |                                              |                                              |                                              |                                              |                                              |
| 10.                                          | Confession of the Mind                       | 3:47                                         |                                              |                                              |                                              |                                              |                                              |                                              |                                              |
| 11.                                          | Absolvo                                      | 2:01                                         |                                              |                                              |                                              |                                              |                                              |                                              |                                              |
| 12.                                          | Amen (featuring Aquilo)                      | 4:52                                         |                                              |                                              |                                              |                                              |                                              |                                              |                                              |
| 44:52                                        |                                              |                                              |                                              |                                              |                                              |                                              |                                              |                                              |                                              |

## Classements
| Classement (2016)                          | Meilleure place |
| ------------------------------------------ | --------------- |
| Allemagne (Media Control AG)               | 10              |
| Australie (ARIA)                           | 73              |
| Autriche (Ö3 Austria Top 40)               | 24              |
| Belgique (Flandre Ultratop)                | 37              |
| Belgique (Wallonie Ultratop)               | 61              |
| Espagne (Promusicae)                       | 38              |
| États-Unis (Billboard 200)                 | 122             |
| États-Unis (Top Dance/Electronic Albums)   | 1               |
| France (SNEP)                              | 71              |
| Italie (FIMI)                              | 42              |
| Nouvelle-Zélande (RMNZ Heatseekers Albums) | 8               |
| Pays-Bas (Mega Album Top 100)              | 29              |
| Pologne (ZPAV)                             | 23              |
| Portugal (AFP)                             | 32              |
| Tchéquie (IFPI)                            | 19              |
| Royaume-Uni (UK Albums Chart)              | 40              |
| Suisse (Schweizer Hitparade)               | 19              |